# Crespy-le-Neuf
Crespy-le-Neuf è un comune francese di 153 abitanti situato nel dipartimento dell'Aube nella regione del Grand Est.

## Società

### Evoluzione demografica
Abitanti censiti